# Koellensteinia
Koellensteinia is een geslacht van orchideeën uit de onderfamilie Epidendroideae.
Het zijn kleine epifytische planten van zeer vochtige, montane tropische regenwouden uit Zuid-Amerika, vooral uit Brazilië, met kleine pseudobulben en een veelbloemige bloeiwijze.

## Naamgeving en etymologie
Koellensteinia is vernoemd naar de Oostenrijkse orchideeënverzamelaar Kellner von Koellenstein (1802-1883).

## Kenmerken
Koellensteinia-soorten zijn kleine epifytische of terrestrische planten, met korte rizomen, kleine eivormige of langgerekte pseudobulben omgeven door de bladvoeten van lancetvormige, gekielde bladeren, en een okselstandige, veelbloemige aar op een korte bloemstengel.
De bloemen zijn meestal wit, rood of paars gekleurd, met gelijkvormige, vrijstaande, min of meer vlakke, elliptische kelk- en kroonbladen. De bloemlip is drielobbig, de centrale lob driehoekig van vorm en de laterale lobben langwerpig, parallel lopend met het gynostemium. De lip draagt een opvallende centrale, tweelobbige callus en scharniert op de verlengde voet van het gynostemium. Het gynostemium is kort en vlezig en draagt vier harde, wasachtige pollinia in twee paren.

## Taxonomie
Koellensteinia zou volgens DNA-onderzoek uit 2005 door Whitten en anderen een polyfyletische groep zijn, die enkel samen met de geslachten Acacallis (nu Aganisia), Otostylis en Paradisanthus een monofyletische clade zou kunnen vormen.
Het geslacht omvat zeventien soorten. De typesoort is Koellensteinia kellneriana.

### Soorten
- Koellensteinia abaetana  L.P. Queiroz (1987)
- Koellensteinia altissima  Pabst (1962)
- Koellensteinia boliviensis  (Rolfe ex Rusby) Schltr. (1918)
- Koellensteinia carraoensis  Garay & Dunst. (1976)
- Koellensteinia eburnea  (Barb.Rodr.) Schltr. (1918)
- Koellensteinia elegantula  Schltr. (1920)
- Koellensteinia florida  (Rchb.f.) Garay (1973)
- Koellensteinia graminea  (Lindl.) Rchb.f. (1856)
- Koellensteinia graminoides  D.E. Benn. & Christenson (1994)
- Koellensteinia hyacinthoides  Schltr. (1925)
- Koellensteinia ionoptera  Linden & Rchb.f. (1871)
- Koellensteinia kellneriana  Rchb.f. (1854)
- Koellensteinia lilijae  Foldats (1961)
- Koellensteinia lineata  (Barb.Rodr.) Garay (1973)
- Koellensteinia roraimae  Schltr. (1918)
- Koellensteinia spiralis  Gomes Ferreira & L.C. Menezes (1997)
- Koellensteinia tricolor  (Lindl.) Rchb.f. (1863)